# Beretta 70
 (novembre 2019).
Le Beretta 70 est un pistolet de police et d'autodéfense destinés à remplacer le Beretta model 1934. Il est produit de 1958 à la fin des années 1970 où il est remplacé par les Beretta 81/84. La version de tir sportif du Beretta 70 fut le Beretta 76 (et ses variantes US 100/101/102).

## Présentation
Dérivé du Beretta 951, il fonctionne en simple action. Il a été à l'origine d'une nombreuse famille en 7,65 mm Browning (Beretta 70), 9 mm Browning Court (Beretta 70S) ou .22 LR (Beretta 71/72/73/74/75). Le tableau suivant en donne les principales données :
| Modèle | Calibre        | Longueur du canon | Capacité du chargeur | Hausse    | Guidon | Masse à vide |
| ------ | -------------- | ----------------- | -------------------- | --------- | ------ | ------------ |
| 70     | .32 ACP        | 90 mm             | 8                    | Fixe      | Fixe   | 660 g        |
| 70     | .32 ACP        | 90 mm             | 8                    | Fixe      | Fixe   | 520 g        |
| 70 S   | .380 ACP       | 90 mm             | 7                    | Fixe      | Fixe   | 675 g        |
| 70 S   | .22 Long Rifle | 90 mm             | 8                    | Ajustable | Fixe   | 635 g        |
| 71     | .22 Long Rifle | 90 mm             | 8                    | Fixe      | Fixe   | 480 g        |
| 72     | .22 Long Rifle | 90 mm             | 8                    | Fixe      | Fixe   | 535 g        |
| 72     | .22 Long Rifle | 150 mm            | 8                    | Fixe      | Fixe   | 535 g        |
| 73     | .22 Long Rifle | 150 mm            | 10                   | Fixe      | Fixe   | 550 g        |
| 74     | .22 Long Rifle | 150 mm            | 10                   | Ajustable | Fixe   | 570 g        |
| 75     | .22 Long Rifle | 150 mm            | 8                    | Fixe      | Fixe   | 525 g        |

## Diffusion
Le Beretta 70 a été produit en Italie de 1958 à 1985 environ.
- Italie :Des années 1960 à 1990, il fut en service dans plusieurs polices municipales ainsi qu'au sein du Corps forestier d'État. Durant les années de plomb en Italie, plusieurs personnalités politiques ou judiciaires choisirent le M70 pour leur défense personnelle.
- Irak : copié par les arsenaux irakiens sous la dénomination de Tariq 7,65 mm (en référence à Tariq ibn Ziyad). Arma les officiers généraux de l'armée (PA dorés à l'or fin) durant la Guerre Iran-Irak et les policiers irakiens (finition bronzée).

## Le Beretta 70 dans la culture populaire
- Il apparaît dans un album de Jess Long se déroulant à Liège (Belgique) titré Neige sur Liège.
- Il figure aussi dans les films de l'espion britannique 007 comme Dr No et Skyfall.
- C'est l'arme de service du lieutenant Lucie Delambre (jouée par Julie Delarme) dans la série TV CaÏn.

### Sources
Cette notice est issue de la lecture des revues spécialisées de langue française suivantes :
- Cibles (Fr)
- Gazette des armes (Fr)
- Action Guns (Fr)
- R.L. Wilson, « L'univers de Beretta. Une légende internationale », Editions Proxima, 2001 (traduction française d'un livre US publié en 2000).